# ARM Cortex-A76
ARM Cortex-A76은 오스틴 설계 센터의 ARM 홀딩스가 설계한 ARMv8.2-A 64비트 명령어 집합을 구현한 중앙 처리 장치이다. ARM은 이전 세대의 Cortex-A75에 비해 정수 및 부동 소수점 성능이 각각 25% 및 35% 향상되었다고 밝혔다.

## 디자인
Cortex-A76은 ARM Cortex-A73 및 ARM Cortex-A75의 후속작이지만, 완전히 새로운 설계 기반이다.
Cortex-A76 프론트엔드는 4-와이드 디코딩 비순차 슈퍼스칼라 디자인이다. 사이클당 4개의 명령어를 가져올 수 있다. 그리고 사이클당 4개의 Mop과 8개의 μop을 이름 변경하고 디스패치할 수 있다. 비순차 창 크기는 128개 항목이다. 백엔드는 13단계의 파이프라인 깊이와 11단계의 실행 지연 시간을 가진 8개의 실행 포트이다.
이 코어는 비특권 32비트 애플리케이션을 지원하지만, 특권 애플리케이션은 64비트 ARMv8-A ISA를 사용해야 한다. 또한 Load acquire (LDAPR) 명령어(ARMv8.3-A), Dot Product 명령어(ARMv8.4-A), PSTATE Speculative Store Bypass Safe (SSBS) 비트 및 투기 방지(CSDB, SSBB, PSSBB) 명령어(ARMv8.5-A)를 지원한다.
메모리 대역폭은 A75 대비 90% 증가했다. ARM에 따르면, A76은 A73의 두 배 성능을 제공할 것으로 예상되며 모바일 작업 외에도 목표로 한다. 성능은 윈도우 10 장치를 포함한 "노트북 클래스"를 목표로 하며, 인텔의 카비레이크와 경쟁한다.
Cortex-A76은 ARM의 DynamIQ 기술을 지원하며, Cortex-A55 전력 효율 코어와 함께 사용될 때 고성능 코어로 활용될 것으로 예상된다.

## 라이선싱
Cortex-A76은 라이선스 사용자에게 SIP 코어로 제공되며, 이 설계는 다른 SIP 코어(예: GPU, 디스플레이 컨트롤러, DSP, 이미지 프로세서 등)와 통합되어 단일 다이에 시스템 온 칩 (SoC)을 구성하는 데 적합하다.

## 사용
Cortex-A76은 하이실리콘 기린 980에 처음 사용되었다.
ARM은 또한 퀄컴과 협력하여 Cortex-A76의 세미 커스텀 버전을 개발했는데, 이는 고급형 크라이오 495 (스냅드래곤 8cx)/크라이오 485 (스냅드래곤 855 및 855 플러스)에, 그리고 중급형 크라이오 460 (스냅드래곤 675) 및 크라이오 470 (스냅드래곤 730) CPU에도 사용되었다. 퀄컴이 수정한 내용 중 하나는 비순차 창 크기를 늘리기 위해 재정렬 버퍼를 늘린 것이다.
또한 엑시노스 990 및 엑시노스 오토 V9, 미디어텍 헬리오 G90/G90T/G95/G99 및 디멘시티 800 및 디멘시티 820, 그리고 하이실리콘 기린 985 5G 및 기린 990 4G/990 5G/990E 5G에 사용된다.
Cortex-A76은 스냅드래곤 855에서 빅 코어로 사용되었다.
Cortex-A76은 인텔 Agilex D-시리즈 SoC FPGA 장치에서 빅 코어로 사용된다.
2020년, Cortex-A76은 록칩 RK3588 및 RK3588s에 사용되었다.
2023년 9월, 라즈베리 파이 5가 출시되었으며, 브로드컴 BCM2712 쿼드 코어 ARM Cortex-A76 프로세서를 탑재하고 클럭 속도는 2.4 GHz이다.

## 같이 보기
- ARM Cortex-A75, 이전 모델
- ARM Cortex-A77, 후속 모델
- ARMv8-A 코어 비교, ARMv8 계열